# Christmas Nights into Dreams
Christmas Nights into Dreams (クリスマスナイツ 冬季限定版), stylisé Christmas NiGHTS into Dreams..., est jeu vidéo d'action-aventure et de plates-formes sorti pour Noël 1996 exclusivement sur Saturn. Le jeu a été développé par la Sonic Team et édité par Sega. Il fait partie de la franchise NiGHTS.

## Système de jeu
Il s'agit d'une adaptation promotionnelle du jeu Nights into Dreams sorti sur la console la même année, dont il reprend les personnages et deux niveaux.
L'originalité de cette version réside dans l'utilisation de l'horloge interne de la Saturn : en fonction de la date, l'aspect des niveaux et les personnages varient ;
- les décors suivent les saisons (neige en hiver...)
- à la date de certaines fêtes (Noël, Pâques, Halloween, Saint-Valentin, 1er avril...) les menus et les niveaux changent pour correspondre au thème (par exemple, guirlandes, paquets cadeaux et le Père Noël sur son traîneau apparaissent le 25 décembre).

La bande son a également été revue pour intégrer des versions remixées de chants de Noël et des thèmes du jeu originel.
Enfin, des bonus peuvent être débloqués au cours du jeu : images, décors, musique inédite, et même un personnage jouable supplémentaire, Sonic.
Le jeu a été offert gracieusement dans les magasins, autour de Noël 1996, aux acheteurs de produits Saturn.
En Europe, il était proposé avec tout achat, sous pochette cartonnée. Au Japon, le jeu était distribué en boite cristal dans une offre groupée « Merry Christmas » avec la console. Aux États Unis, le CD était inclus dans le numéro 25 du magazine Next Generation (Janvier 1997).

## Ressources bibliographiques
- Defunct Games, "Christmas NiGHTS" by Cyril Lachel, http://www.defunctgames.com/review/264/christmas-nights
- Eurogamer, "Christmas NiGHTS Into Dreams retrospective" by Alan Williamson, https://www.eurogamer.net/articles/2013-12-22-christmas-nights-into-dreams
- comicbook, "The Games Of Christmas – Christmas NiGHTS Into Dreams (Sega Saturn)" by Robert Workman, https://comicbook.com/gaming/2017/12/25/the-games-of-christmas-christmas-nights-into-dreams-sega-saturn/